# Fernanda Tomé
Fernanda Davis Tomé (Rio de Janeiro, Brasil, 10 de diciembre de 1989) es una voleibolista brasileña que se desempeña como receptora. Ha pasado por diversos clubes de su país, como también en el extranjero, Tailandia, Israel, entre otros. Actualmente juega en el Club de Voley Universidad San Martin de Porres de Perú. Fue parte de la Selección femenina de voleibol de Brasil.

## Estadísticas

### Clubes
| Club                    | País      | Año       |
| ----------------------- | --------- | --------- |
| Osasco Voleibol Clube   | Brasil    | 2005-2007 |
| Mackenzie/Cia do Terno  | Brasil    | 2007-2008 |
| Esporte Clube Pinheiros | Brasil    | 2008-2009 |
| São Bernardo Vôlei      | Brasil    | 2009-2011 |
| São Caetano             | Brasil    | 2011-2012 |
| Nestlé Araraquara       | Brasil    | 2012-2016 |
| São Cristóvão           | Brasil    | 2016-2018 |
| Osasco Voleibol Clube   | Brasil    | 2019-2020 |
| Fluminense              | Brasil    | 2020-2021 |
| Diamond Food Volleyball | Tailandia | 2021-2022 |
| Hapoel Kfar Saba        | Israel    | 2022      |
| Jakarta BIN             | Indonesia | 2023      |
| U. S. M. P              | Perú      | 2023-Act. |